# The Guardsman
The Guardsman è un film del 1931 diretto da Sidney Franklin. Ha come interpreti principali Lynn Fontanne e Alfred Lunt che, per questo film, furono candidati agli Oscar come migliori attori protagonisti.
La coppia aveva portato al successo anche la versione teatrale del lavoro di Ferenc Molnár adattato per Broadway nel 1924 che - prodotta da The Theatre Guild - era rimasta in cartellone per ben 248 recite al Garrick Theatre. Il testo del commediografo ungherese era già stato adattato per lo schermo in una precedente versione austriaca muta, Der Gardeoffizier, diretta da Robert Wiene e interpretata da Alfred Abel e María Corda.

## Produzione
Il film fu prodotto da Albert Lewin e Irving Thalberg (che non vengono accreditati nei titoli) per la Metro-Goldwyn-Mayer (MGM), la casa di produzione controllata dalla Loew's Incorporated. Le riprese durarono dal 25 giugno al 23 luglio 1931.

## Distribuzione
Distribuito dalla Metro-Goldwyn-Mayer (MGM), uscì nelle sale cinematografiche statunitensi il 7 novembre 1931.
In Spagna, fu distribuito con il titolo Sólo ella lo sabe

## Riconoscimenti
Ha ricevuto due candidature ai Premi Oscar 1932, per il miglior attore (Alfred Lunt) e la miglior attrice (Lynn Fontanne).
Nel 1931 è stato indicato tra i migliori dieci film dell'anno dal National Board of Review of Motion Pictures.